# Réjouissance
Die Réjouissance [ʀeʒwiˈsɑ̃s] (frz. „Belustigung“, „Jubel“) bezeichnet in der Musik des 17. und 18. Jahrhunderts ein scherzoartiges, heiteres Charakterstück. Es steht oftmals in einer Suite, wo das „Prinzip Freude“ auch durch andere Überschriften wie Joie, Allegresse, Badinage, Complaisance oder Les Plaisirs markiert sein kann. Beispiele finden sich in der Suite in a-Moll TWV 55:a2 für Blockflöte und Orchester von Georg Philipp Telemann oder der Suite TWV 55:e1 aus dessen Tafelmusik, sowie am Ende der Orchestersuite Nr. 4 in D-Dur BWV 1069 von Johann Sebastian Bach. Auch in der Feuerwerksmusik von Georg Friedrich Händel steht ein Satz dieses Typs.
Johann Gottfried Walther definierte die Réjouissance in seinem Musikalischen Lexicon von 1732 folgendermaßen:

„Rejouissance [gall.] heisset so viel, als Laetitia, gaudium [lat.] Freude, Fröhlichkeit: und kommt in Ouverturen vor, da einige lustige Piéces also pflegen titulirt zu werden.“